# 中標津機場
中標津機場（日语：／ Nakashibetsu kūkō */?）是位於北海道標津郡中標津町，又稱根室中標津機場。根據日本空港整備法被分成地方管理機場。

## 概要
- 日本最東的機場
- 是日本唯一一個以木材作主要航站樓物料 的機場。

## 航空公司與航點
| 航空公司                                | 目的地      |
| --------------------------------------- | ----------- |
| 全日本空輸（NH）                        | 東京/羽田   |
| 全日本空輸（NH） （由全日空之翼營運）   | 札幌/新千歲 |
| 日本航空（JL） （由北海道空中系統營運） | 札幌/丘珠   |

## 如何前往
- 根室交通
  - 由根室有磯營業所出發，經根室站、厚床站、別海町、中標津站，至中標津機場。

## 外部連結
- 官方網站（页面存档备份，存于）（日語）
- 中標津機場介紹（日語）